# Parishia malabog
Parishia malabog är en sumakväxtart som beskrevs av Merrill. Parishia malabog ingår i släktet Parishia och familjen sumakväxter. Inga underarter finns listade i Catalogue of Life.